# Hua Luogeng
Dans ce nom chinois, le nom de famille, Hua, précède le nom personnel.
Pour les articles homonymes, voir Hua.
Hua Luogeng ou Loo-Keng Hua (chinois simplifié : 华罗庚 ; chinois traditionnel : 華羅庚 ; pinyin : Huà Luógēng ; Wade : Hua Lo-keng) est un mathématicien chinois né le 12 novembre 1910 à Jintan, mort le 12 juin 1985 à Tokyo en pleine conférence. Il est l'un des pionniers chinois dans de nombreuses branches telles que la théorie des nombres, les groupes classiques, etc.
Il est membre de l'Académie chinoise des sciences et de l'Académie américaine des sciences.
Le 12 novembre 2011, le moteur de recherche Google lui rend hommage en incluant son portrait dans le logo de sa version chinoise.

## Famille
Il épouse Wu Xiao (chinois simplifié : 吴筱 ; chinois traditionnel : 吳筱 ; pinyin : Wú Xiǎo) en 1927 qui lui donnera six enfants, trois fils et trois filles (chinois : 华俊东、华陵、华光、华顺、华苏与华蜜).